# Stykkishólmsbær
Stykkishólmsbær – gmina w zachodniej Islandii, położona w północnej części półwyspu Þorsnes, zlokalizowanego w środkowej części większego półwyspu Snæfellsnes, po jego północnej stronie, na południowym wybrzeżu fjordu Breiðafjörður. Wchodzi w skład regionu Vesturland. Na początku 2018 roku gminę zamieszkiwało 1177 osób, z czego nieomal wszyscy w głównej miejscowości Stykkishólmur (1173 mieszk.).

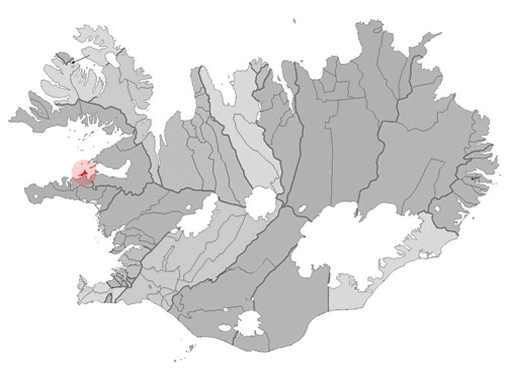
Położenie gminy Stykkishólmsbær na mapie administracyjnej kraju

W 1994 roku podjęto decyzję o przyłączeniu do niej otaczającej ją od południa gminy Helgafellssveit, ale decyzja ta została cofnięta w 1995 roku.